# Кућни рачунар
Кућни рачунари или компјутери (енгл. Home computers) су били мали рачунари предвиђени за кућну употребу. Појавили су се средином седамдесетих година 
двадесетог века и практично постојали око десет година. Врло скромних могућности али зато прихватљиве цене могли су да раде као скромнији текст процесори, да раде уканкрсне тебеле и да подржавају једноставније игрице. 
Први такав рачунар су направили Стив Џобс и Стив Вознијак у доби од седаманест година. Вознијак је иначе радио у Хјулит Пакарду, угледној светској фирми која се бавила развојем мерних инструмента, а на предлог Вознијака да се развије кућни рачунар су одговорили „Пакард се не бави играчкама“. Вознијак је напустио посао и направио први Епл. Рачунар је према легенди развијен у једној гаражи у којој су стајале јабуке па је тако и добио име Епл. Вознијак је практично конструисао рачунар, написао први оперативни систем ДОС (DOS - disc operating system) а Џобс је организовао његову продају. За неколико година постали су доларски милионери, а коју годину касније и милијардери.
Ускоро се на тржишту појавило више фирми које су развиле и на тржиште избациле своје моделе. Међу многима треба истаћи рачунар ZX Spectrum који је развио Клајв Синклер. Иако је имао гумену тастатуру и био димензија једне књиге, то је био први рачунар по цени мањој од 100 долара.
Од домаћих кућних рачунара треба свакао поменути Галаксију који је развио Воја Антонић и Лолу 8 коју је развила, у слободном времену, група инжењера из фабрике Иво Лола Рибар у Београду.
Кућни рачунари су имали следеће карактеристике:
- Уместо монитора користио се телевизор
- Микропроцесор је био осмобитни
- RAM меморија је имала око 16
- РОМ меморија је био око 4
- спољна меморијска јединица је била касетофон а у каснијој фази дискетна јединица са дискетама од 5,25 инча.
- оперативни систем је био у РОМ-у а касније на дискети.
- постојао је џојстик за акционе игрице.
- штампачи су за штампу користили термо папир, или су штампали на обичном папиру и имали главу штампача са лепезом, куглом или са деветопинском главом.

И док су се једни борили да оборе цену што више, други су радили на побољшању карактеристика. Тако се почетком осамдесетих појавио први лични рачунар IBM PC (IBM PC). 
Могућностима и ценом, ускоро, превазиђени од стране личних рачунара, кућни рачунари, одлазе у историју.
Касније су се појавиле 8-битне играчке конзоле, које веома подсећају на кућне рачунаре, и могу се и дан данас наћи у продаји. Њихов оперативни систем се налази на чипу који се лако убацује у слот, налик слотовима на матичној плочи. На тим чиповима су углавном игрице, а могу се наћи и јефтине копије Виндоуса. Те играчке конзуле имају џојстике, тастатуру, и миш. Једна од тих конзуле је и GSD-1988, који је можда једна од највернијих имитација кућних рачунара.